# Wágner de Andrade Borges
Wágner de Andrade Borges (sinh ngày 3 tháng 4 năm 1987 ở São José dos Campos, São Paulo), hay đơn giản Wágner, là một cầu thủ bóng đá người Brasil thi đấu cho câu lạc bộ Thái Lan Thai Honda F.C. ở vị trí tiền đạo.

## Danh hiệu
Zawisza Bydgoszcz
- Siêu cúp bóng đá Ba Lan: 2014